# Resolution 474 des UN-Sicherheitsrates
Resolution 474 des UN-Sicherheitsrates, verabschiedet am 17. Juni 1980, unter Hinweis auf die Resolutionen 425 (1978), 426 (1978), 427 (1978), 434 (1978), 444 (1979), 450 (1979), 459 (1979) und 467 (1980) unter Hinweis auf den Bericht des Generalsekretärs über die Interimstruppe der Vereinten Nationen im Libanon (UNIFIL) und unter Berücksichtigung der Lage zwischen Israel und dem Libanon die anhaltende Notwendigkeit dieser Truppe festgestellt.
Die Resolution verlängerte das Mandat der UNIFIL bis zum 19. Dezember 1980 und verurteilte nachdrücklich alle gegen die Truppe gerichteten Aktionen. Sie wurde mit 12 Stimmen bei keiner Gegenstimme angenommen, während sich die DDR und die Sowjetunion der Stimme enthielten und China nicht teilnahm.